# Escola de genis
Escola de genis (títol original: Real Genius) és una comèdia satírica estatunidenca de 1985 protagonitzada per Val Kilmer i Gabriel Jarret. La pel·lícula eté lloc en el campus de « Pacific Tech », una universitat tècnica fictícia americana basada en Caltech.Ha estat doblada al català.

## Argument
Chris Knight (Val Kilmer) és un geni a punt d'obtenir el seu diploma pels seus treballs sobre els làsers química. Quan va varribar al campus, era un estudiant fosc i aplicat, però s'ha calmat al fil dels anys descobrint que hi havien altres coses que el treball en la vida. Mitch Taylor (Jarret) és el petit nou (geni) de 15 anys al campus i ha estat assignat per treballar amb Knight en el nou laser. Mitch s'assembla al que Knight va ser fa temps i li costa adaptar-se al seu nou entorn. Finalment, Knight ensenya a Mitch a descomprimir-se i a apreciar-se i a viure en el campus sense que li saltin els ploms.

## Repartiment
- Val Kilmer:Chris Knight
- Gabriel Jarret: Mitch Taylor
- Michelle Meyrink: Jordan Cochran
- William Atherton:Professor Jerry Hathaway
- Jon Gries: Lazlo Hollyfeld
- Robert Prescott: Kent
- Louis Giambalvo: Major Carnagle
- Yuji Okumoto: Fenton
- Beau Billingslea: George
- Ed Lauter: David Decker
- Deborah Foreman: Susan Decker
- Patti De Arbanville: Sherry Nugil
- Tommy Swerdlow: Bodie
- Monte Landis: Metge Dodd
- Severn Darden: Dr. Meredith
- Sandy Martin: Meredith
- Joe Dorsey:Membre del Congrés
- Randy Lowell:Cornell
- Dean Devlin:Milton
- Mark Kamiyama:"Ick" Ikagami
- Paul Tulley:Pare de Mitch
- Joanne Baron:Mare de Mitch
- Jeanne Mori:Tècnic Làser

## Banda original
| Pista | Títol                             | Intèrpret               | Escena                      |
| ----- | --------------------------------- | ----------------------- | --------------------------- |
| 1     | You Took Advantage of Me          | Carmen McRae            | Crèdits de començament      |
| 2     | The Tuff Do What?                 | Tonio K.                |                             |
| 3     | Summertime Girls                  | Hi&T                    |                             |
| 4     | The Pleasure Seekers              | The System              |                             |
| 5     | The Walls Come Down               | The Call                |                             |
| 6     | I'm Falling                       | The C.S. Angels         | Mitch potasse.              |
| 7     | One Night Love Affair             | Bryan Adams             |                             |
| 8     | All She Wants to Do Is Dance      | Don Henley              |                             |
| 9     | Number One                        | Chaz Jankel             | Chris es venja de Hathaway. |
| 10    | You're the Only Love              | Paul Hyde i els Payolas |                             |
| 11    | Standing in Line                  | The Textones            |                             |
| 12    | Everybody Wants to Rule the World | Tears for Fears         | Crèdits de final            |